# USS Allen (DD-66)
USS Allen (DD-66) – amerykański niszczyciel typu Sampson. Jego patronem był William Henry Allen.
Stępkę okrętu położono 10 maja 1915 w stoczni Bath Iron Works w Bath (Maine). Zwodowano go 5 grudnia 1916, matką chrzestną były Dorthea Dix Allen i Harriet Allen Butler. Jednostka weszła do służby w US Navy 24 stycznia 1917, jej pierwszym dowódcą był Lieutenant Commander Samuel W. Bryant.
Okręt był w służbie w czasie I wojny światowej. Działał jako jednostka eskortowa na wodach amerykańskich i europejskich. W okresie międzywojennym głównie w rezerwie.
W czasie ataku na Pearl Harbor przebywał na Hawajach. W czasie II wojny światowej był głównie jednostką szkoleniową, szkolił załogi amerykańskich okrętów podwodnych zwalczając je w czasie manewrów.
We wrześniu 1945 "Allen" przepłynął z Hawajów do Filadelfii, gdzie został wycofany ze służby 15 października 1945. Jego nazwę skreślono z listy jednostek floty 1 listopada 1945. 26 września 1946 sprzedany na złom firmie Boston Metals Company.
W momencie skreślenia z listy był najdłużej będącym w służbie niszczycielem amerykańskim.
Odznaczony 1 battle star za służbę w czasie II wojny światowej.